# Georgianna Robertson
Georgianna Robertson (23/3/1972, Port Maria, Jamaica) là một người mẫu và diễn viên gốc Jamaica. Cô đã xuất hiện trên các trang bìa của ấn bản Elle và Vogue Paris của Tây Ban Nha, Pháp và Ý. Robertson đã đi qua rất nhiều buổi trình diễn thời trang, bao gồm Jean Paul Gaultier, Yves Saint Laurent, Carolina Herrera, Ralph Lauren, và Victoria Fashion Secret Show 1997.

## Thông tin
- Robertson đến New York năm 12 tuổi. Cô có một anh trai, sáu em trai và ba chị gái.
- Cô là nàng thơ của Yves Saint Laurent và là một trong những người mẫu yêu thích của anh.
- Cô đóng vai chính trong Prêt-à-Porter, Save the Rabbit và Double Zero. Cô cũng được đặc trưng trong các video âm nhạc 'Here Comes the Hotstepper' của Ini Kamoze và 'Khi Robbins sẽ hát.
- Cô có dòng đồ bơi của riêng mình có tên GEORGIANNA ROBERTSON.
- Trong chu kỳ đầu tiên của Next Top Model Scandinavia. cô đã thực hiện một vai trò tương tự như Tyra Banks trong loạt gốc của chương trình.